# Andrei Wladislawowitsch Smirnow
Andrei Wladislawowitsch Smirnow (russisch Андрей Владиславович Смирнов; * 11. April 1957 in Leningrad, Russische SFSR, Sowjetunion; † 16. Oktober 2019 in Sankt Petersburg) war ein sowjetisch-russischer Schwimmer und Olympiamedaillengewinner.
Bei den Olympischen Spielen 1976 in Montreal gewann Smirnow eine Silbermedaille (4 × 200 m Freistil; wurde im Vorlauf eingesetzt) und eine Bronzemedaille (400 m Lagen) hinter Rod Strachan und Tim McKee.
Bei den Weltmeisterschaften 1975 in der kolumbianischen Stadt Cali gewann er eine Silbermedaille (400 m Lagen) hinter András Hargitay und eine Bronzemedaille (200 m Lagen); außerdem belegte er zusammen mit Wladimir Bure, Andrei Krylow und Georgijs Kuļikovs mit einer Zeit von 3:31.89 den 4. Platz (Staffel 4 × 100 m Freistil). 1973 belegte er den 8. Platz (400 m Lagen) bei den Weltmeisterschaften in der jugoslawischen Hauptstadt Belgrad. Bei den Europameisterschaften 1974 in Wien gewann er eine Bronzemedaille (400 m Lagen). Bei den Europameisterschaften 1977 in der schwedischen Stadt Jönköping gewann er eine Silbermedaille hinter seinem Landsmann Serhij Fessenko (400 m Lagen) und eine Silbermedaille hinter András Hargitay aus Ungarn (200 m Lagen).
1975, 1976 und 1977 (200 m) und 1976 (400 m, 4 × 200 m Freistil und 4 × 100 m Freistil) war Smirnow sowjetischer Meister.
Nach dem Ende seiner Karriere arbeitete er als Schwimmtrainer. Andrei Smirnow arbeitete von 2007 bis zu seinem Tod am 16. Oktober 2019 als stellvertretender Direktor einer Sportschule im Kirowskij Rajon in Sankt Petersburg.